# でっかい青春
『でっかい青春』（でっかいせいしゅん）は、東宝制作、テアトル・プロ共同制作によって日本テレビ系で1967年10月29日から1968年10月13日にかけて放送された学園ドラマである。
『これが青春だ』に続く東宝青春シリーズの第3弾。ただ、当初は主演の竜雷太の役柄は高校の教員ではなく市役所の体育振興係の職員という設定だった。

## 内容
『これが青春だ』に引き続き竜雷太が主人公を務めた。本作では巌雷太役で、海東市に新設された体育振興係職員としてやってきたスポーツ万能の青年。町の不良たちを集めてラグビーののら犬チームを作り若者たちを鍛え、海東市の体育振興に尽くしていく。放送直前の10月6日に記者会見発表があり、配布された記者会見発表資料によれば、「町中にスポーツを奨励し、そのなかで現代の世の中に欠けている連帯感や根性などを若い人たちに教え込もうと努力していくもので」、テーマは「勇敢な社会人を作れ」「肥ったブタになるな」だった。しかし、次第に海東高校の女教師・高見の相談役として高校の生徒たちと交流していくようになり、後半には海東高校の代用教員になり体育の教師として活躍する。

## エピソード
『青春とはなんだ』以来のプロデューサー岡田晋吉の証言（『青春ドラマ夢伝説』日本テレビ、2003年）によれば、学園物を2作続けたためにネタ切れとマンネリを恐れて新規軸としての市役所職員としての設定だったが、第21話から海東高校教員となり体育部長にすることにしたという。視聴率も回復し手堅いヒット作となった。
メインのスポーツが青春学園シリーズ第2作『これが青春だ』のサッカーから第1作『青春とはなんだ』の時のラグビーに戻り、次作の『進め!青春』で再びサッカーに戻るなどシリーズでのラグビー、サッカーが交互に扱われるというパターンが定着した。ただし、再開したシリーズでは、『飛び出せ!青春』はサッカーで『われら青春!』がラグビーという順番になった。
後半から高校を主舞台にするようになったことにより生徒役が増えたため梅田智子、菊容子、中沢治夫（のちの剛たつひと）、大谷直（ただし前半はラグビー部員などの別役で出演）らが参加し、活躍することになる。

## 放送データ
- 放送期間：1967年10月29日 - 1968年10月13日
- 放送時間：毎週日曜日20:00 - 20:56
- 放送回数：41回
- 放送形態：モノクロフィルム作品
- 番組提供：大正製薬、明治製菓

## 出演者
- 竜雷太 ‐ 巌雷太（市役所体育振興課→21話より高校教師、体育部長）
- 広瀬みさ ‐ 高見紀美（国語担当、バレー部顧問）
- 藤田進 ‐ 山村順平校長
- 名古屋章 ‐ 立石大五郎（体育部長→21話より教頭）
- 岡田可愛 ‐ 松葉愛子（市役所職員→22話より高校事務員）
- 寺田農 ‐ 藤本弘
- 十朱久雄 ‐ 田村市長
- 人見明 ‐ 林助役
- 星十郎 ‐ 見所課長
- 宮口精二 ‐ 篠原弥太郎（市議会議長）
- 土屋靖雄 ‐ 猿田小助
- 木村豊幸 ‐ 犬山拳一
- 赤塚真人 ‐ 津田三郎（篠原農場従業員→23話より生徒）
- 加藤正 ‐ 関口五郎（篠原農場従業員→23話より生徒）
- 柴田昌宏‐ 大崎修二
- 江沢信行 ‐ 林幾太郎
- 中沢治夫 ‐ 三好虎夫
- 大谷直（第5話ほか前半に高校ラグビー部員） ‐ 村上大六（第25話より）
- 片岡光雄 ‐ 応援団長
- 大久保みどり ‐ 伊藤麻子（バレー部キャプテン）
- 卯月久美 ‐ バレー部員
- 音無美紀子‐ バレー部員
- 水沢有美 ‐ 柳田春江
- 坂本幸子 ‐ 高見保子（高見先生の妹）
- 和田良子 ‐ 岡田京子
- 梅田智子 ‐ 西山玲子
- 菊容子 ‐ 丸山しぐれ
- 沢村貞子 ‐ 高見ふみ（高見姉妹の母・料亭の女将）
- 三井弘次 ‐ 源さん（料亭の板前）
- 佐山俊二 ‐ 犬山の父親
- 菅井きん ‐ 猿田の母親
- 三遊亭金馬 (4代目) ‐ 猿田の父親
- 杉山とく子 ‐ 下宿屋（たばこ店）の女将・くめ
- 能沢杏子 ‐ 下宿屋の娘・真知子
- 加藤勢津子 ‐ 芸者・〆奴

## スタッフ
- 監修：千葉泰樹
- プロデューサー：岡田晋吉（日本テレビ）、大木亀雄、酒井知信
- 音楽：いずみたく
- 脚本：須崎勝弥、井手俊郎、桜井康裕、上條逸雄、鎌田敏夫、馬場満
- 監督：高瀬昌弘、竹林進

## 主題歌
- 歌：布施明「でっかい青春」（作詞：岩谷時子 作曲・編曲：いずみたく）
- 歌：布施明 「青春のマーチ」（作詞：岩谷時子 作曲・編曲：いずみたく）
  - 発売元：キングレコード（BS-741）

## サブタイトル
| 放映日         | 各話   | サブタイトル           | 脚本              | 監督     | ゲスト                                                                    |
| -------------- | ------ | ---------------------- | ----------------- | -------- | ------------------------------------------------------------------------- |
| 1967年10月29日 | 第1話  | 威風堂々               | 須崎勝弥          | 高瀬昌弘 | 沢村いき雄 中山豊 中西英介 矢野陽子                                       |
| 1967年11月5日  | 第2話  | チンピラ大集合         | 須崎勝弥          | 高瀬昌弘 | 沢村貞子                                                                  |
| 1967年11月12日 | 第3話  | グランド兵法           | 須崎勝弥          | 高瀬昌弘 | 山茶花究 香川良介 池田生二                                                |
| 1967年11月19日 | 第4話  | お山の大将             | 井手俊郎 鎌田敏夫 | 竹林進   | 中村是好 近松麗江                                                         |
| 1967年11月26日 | 第5話  | くたばれ!優等生        | 桜井康裕          | 竹林進   | 大谷直 島幸子                                                             |
| 1967年12月3日  | 第6話  | 天まで走れ             | 上條逸雄          | 高瀬昌弘 | 井上孝雄 岡部正 渋谷英男 緒方燐作                                         |
| 1967年12月10日 | 第7話  | どんじりの栄冠         | 桜井康裕          | 高瀬昌弘 | 東静子 島幸子                                                             |
| 1967年12月17日 | 第8話  | 不良学入門             | 鎌田敏夫          | 竹林進   | 富川澈夫 野々浩介 南美江 大竹真理子                                       |
| 1967年12月24日 | 第9話  | はくらい剣法           | 上條逸雄          | 竹林進   | ジェリー伊藤 三宅邦子                                                     |
| 1967年12月31日 | 第10話 | 三百六十五分の一       | 須崎勝弥          | 高瀬昌弘 | 左とん平 小笠原章二郎 久野征四郎 柳谷寛 中山豊 権藤幸彦 荒木保夫 本郷秀雄 |
| 1968年1月7日   | 第11話 | 親子合宿               | 桜井康裕          | 高瀬昌弘 | 沢村貞子                                                                  |
| 1968年1月14日  | 第12話 | ハート・ナイスでいこう | 上條逸雄          | 竹林進   | 久保明 外野村晋                                                           |
| 1968年1月21日  | 第13話 | 美しき悪女             | 鎌田敏夫          | 竹林進   | 新城寛 田中信博                                                           |
| 1968年1月28日  | 第14話 | ともだち               | 馬島満            | 高瀬昌弘 | 中山豊 三井弘次                                                           |
| 1968年2月4日   | 第15話 | 初恋試験               | 上條逸雄          | 高瀬昌弘 | 高橋厚子 大塚国夫                                                         |
| 1968年2月11日  | 第16話 | ミニ・ミニ ランデブー  | 須崎勝弥          | 竹林進   | 高城淳一 七尾伶子                                                         |
| 1968年2月18日  | 第17話 | ミスター親父           | 桜井康裕          | 竹林進   | 山本廉 高木よし子                                                         |
| 1968年2月25日  | 第18話 | さよならと言えないで   | 上條逸雄          | 高瀬昌弘 | 榊原ルミ 工藤堅太郎                                                       |
| 1968年3月3日   | 第19話 | 息子一匹               | 馬島満            | 高瀬昌弘 | 玉川良一                                                                  |
| 1968年3月10日  | 第20話 | 雲になりたい           | 鎌田敏夫          | 竹林進   | 大坂志郎 田中美恵子 大沢健三郎                                            |
| 1968年3月17日  | 第21話 | カミナリ先生誕生       | 須崎勝弥          | 竹林進   | 清水元                                                                    |
| 1968年3月24日  | 第22話 | 落第に涙あり           | 須崎勝弥          | 高瀬昌弘 | 菅井きん 佐山俊二                                                         |
| 1968年3月31日  | 第23話 | かみなり先生一番手柄   | 桜井康裕          | 高瀬昌弘 | 山本磯六 保高正伸                                                         |
| 1968年4月7日   | 第24話 | ホップステップジャンプ | 桜井康裕          | 竹林進   | 北村総一郎 河村有紀                                                       |
| 1968年4月14日  | 第25話 | ゴリラ隊長             | 鎌田敏夫          | 竹林進   | 片岡光雄 渚健二 天草四郎 佐原健二                                         |
| 1968年4月21日  | 第26話 | 人のやれないことをやれ | 上條逸雄          | 高瀬昌弘 |                                                                           |
| 1968年4月28日  | 第27話 | あっぱれ君             | 桜井康裕          | 高瀬昌弘 | 東郷晴子 三崎千恵子                                                       |
| 1968年5月12日  | 第28話 | マシマロ・キッス       | 鎌田敏夫          | 竹林進   | 白田和男 田中春男 浦島千歌子                                              |
| 1968年5月19日  | 第29話 | 好き好き好き           | 須崎勝弥          | 竹林進   | 鷲尾真知子 中北千枝子                                                     |
| 1968年5月26日  | 第30話 | クビになった雷先生     | 桜井康裕          | 高瀬昌弘 | 鈴木えみ子 関口昭子 吉田未来 水沢有美                                     |
| 1968年6月9日   | 第31話 | おふくろの味は苦い味   | 上條逸雄          | 高瀬昌弘 | 頭師孝雄 頭師佳孝 水戸光子 佐野周二                                       |
| 1968年6月23日  | 第32話 | 二人の雷太             | 須崎勝弥          | 竹林進   | 潮万太郎 吉田次昭 田武謙三                                                |
| 1968年7月7日   | 第33話 | 俺たちの敵?試験        | 鎌田敏夫          | 竹林進   | 松山省二                                                                  |
| 1968年7月14日  | 第34話 | 男のマーチ             | 須崎勝弥          | 高瀬昌弘 | 西条康彦 井上紀明 阿部京子                                                |
| 1968年7月28日  | 第35話 | 先生の縁談             | 上條逸雄          | 高瀬昌弘 | 島田多恵子 原泉                                                           |
| 1968年8月4日   | 第36話 | カミナリ先生捕物帖     | 桜井康裕 馬島満   | 竹林進   | 池田秀一 宮内恵子 吉田勝美                                                |
| 1968年8月25日  | 第37話 | 太陽の下の18才         | 鎌田敏夫          | 竹林進   | 中山麻理 沢宏美                                                           |
| 1968年9月8日   | 第38話 | 青春のキャンパス       | 須崎勝弥          | 高瀬昌弘 | 太宰久雄 橋本康男                                                         |
| 1968年9月22日  | 第39話 | 花のいのち             | 上條逸雄          | 高瀬昌弘 | 徳永礼子 亀谷雅彦 野村昭子 三條美紀                                       |
| 1968年10月6日  | 第40話 | 初恋ひきうけ会社       | 上條逸雄          | 竹林進   | 浅野順子 小林勝彦                                                         |
| 1968年10月13日 | 第41話 | 青春ばんざい           | 須崎勝弥          | 竹林進   | 三遊亭圓生 前田昌明                                                       |

## 書籍
- 須崎勝彌著『でっかい青春』ルック社、1968年4月20日刊
- 須崎勝彌著『続でっかい青春』ルック社、1968年6月25日刊

## メディア
- でっかい青春ミュージックファイル（1993年8月1日、vap発売 VPCD-81013）
  - 思い出の青春ドラマ音楽全集CDとしてドラマのBGM等76曲（音楽：いずみたく）を収録しており、ビデオ化されていないこのドラマを音で再現している。

## 備考
1. ↑  「日本テレビ記者会見発表資料№56 でっかい青春」によれば、「海東市は人口5万。南は海に面し北は山にかこまれている。街道から少しはずれているため。市とはいえまだあまりひらけていない。白壁と町なかに流れる水量豊かな小川がこの町の特色である」という設定になっている。
2. ↑  「日本テレビ記者会見発表資料№56 でっかい青春」（日本テレビ広報部、昭和42年10月6日発表）